# Oberonia quadrata
Oberonia quadrata är en orkidéart som beskrevs av Rudolf Schlechter. Oberonia quadrata ingår i släktet Oberonia och familjen orkidéer. Inga underarter finns listade i Catalogue of Life.